# هارویویل
هارویویل (به انگلیسی: Harveyville) شهری در ایالت کانزاس کشور ایالات متحده آمریکا است که جمعیت آن در سرشماری سال ۲۰۱۰ میلادی، ۲۳۶ نفر بوده‌است.